# Экологические регионы Перу

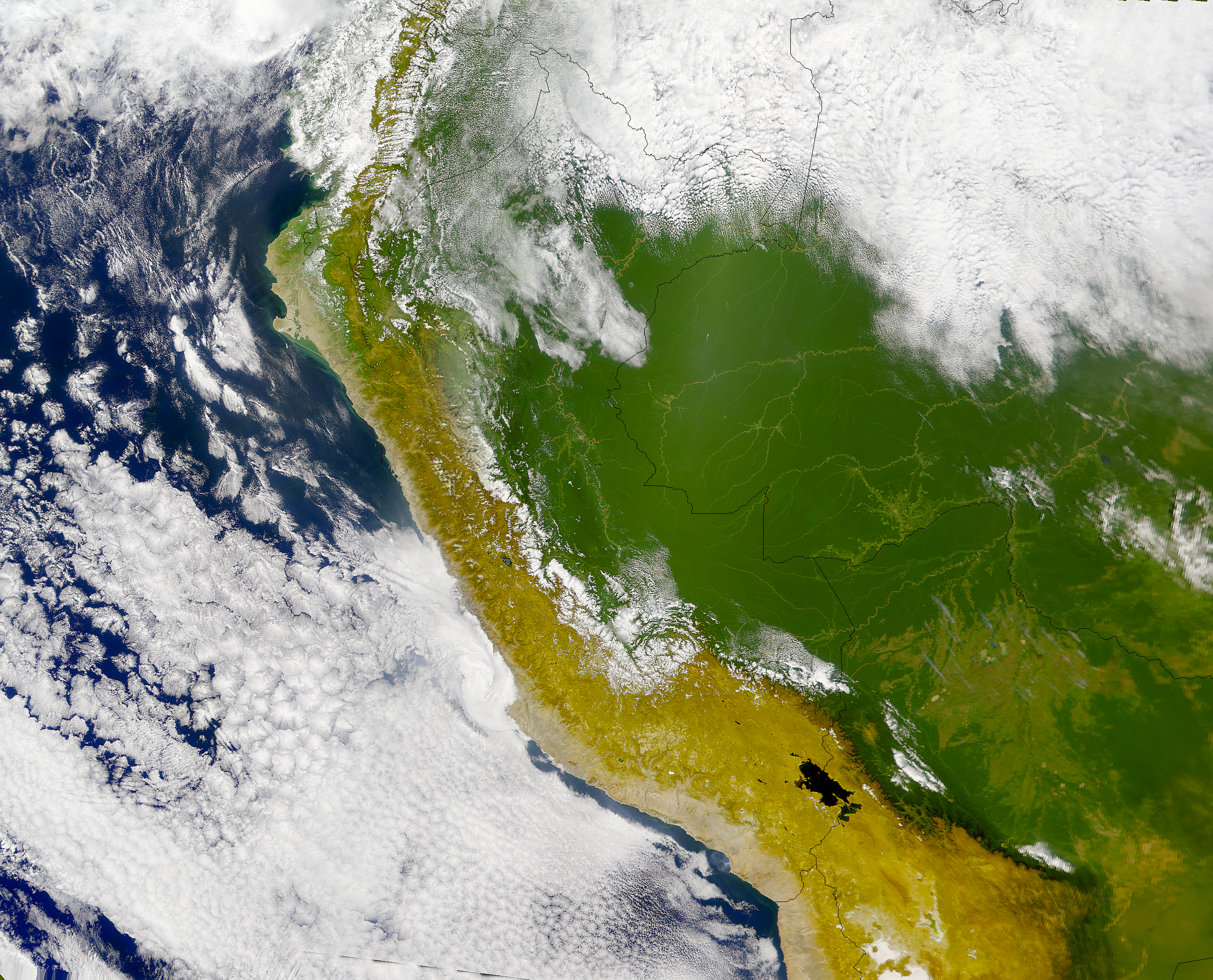
Спутниковое изображение Перу

Экологические регионы Перу — это особые природные зоны, география которых имеет чёткую закономерность и связана с влиянием высокогорной цепи Анд.

## Классификация
Простейшая классификация экологических регионов Перу основана на разделении по степени влажности и характеру рельефа и включает три зоны: прибрежную (засушливую) косту (исп. costa — берег), андийскую высокогорную сьерру (исп. sierra, дословно — «зубчатая пила», иначе «горный хребет») и влажную амазонскую сельву (исп. selva от лат. silva — лес).
Коста — прибрежный засушливый регион Перу, узкой полосой протягивающийся между высокогорными Андами и побережьем Тихого океана. Количество осадков составляет от 2–3 мм на юге до 300 мм на севере. Несмотря на то, что этот регион испытывает нехватку питьевой воды, здесь проживает большая часть населения — 58 %. Крупнейшими городами являются Лима, Трухильо, Чиклайо и Пьюра. Перуанское побережье ровное, с небольшим количеством заливов, гаваней, бухт и полуостровов. Склоны Анд в некоторых местах подходят к океаническому побережью вплотную. На севере рельеф косты равнинный. Климат определяется холодным Перуанским течением, задержкой влажных воздушных масс Андами с востока и влиянием Эль-Ниньо. В этом регионе наблюдается высокая влажность, облачность и большое количество туманов на побережье, несмотря на низкое количество осадков. Коста имеет малое количество растений, которые представлены ксерофитами и колючими кустарниками. Также есть территории с несвойственным косте климатом: например, заповедник Ломас-де-Лочай, где сформировалась уникальная флора, приспособившаяся к местным климатическим условиям.
Сьерра — горный регион страны, характеризующийся выраженной высотной поясностью и природным разнообразием. Данное разнообразие является результатом субдукции океанической плиты Наска под Южно-Американскую плиту (см. Анды: Геологическое строение и рельеф). На всем протяжении Сьерры встречается большое количество вулканов, в том числе действующих. На юге горная территория широкая, в центре находится высокогорное плато Альтиплано, его средняя высота — 3800 метров. Далее на север горы сужаются и на крайнем севере уже представляют собой линейные горные хребты. Природные зоны сменяются с запада на восток: от сухих горных скал через высокогорные пуны с ксерофитными кустарниками к высокогорным и амазонским тропическим лесам.
В Сьерре проживает 8,3 млн жителей — 28 % населения страны. Также в данном регионе проживают некоторые коренные народы — кечуа и аймара; здесь же находился центр средневековой Империи инков. Однако в последнее время численность населения в Сьерре сокращается (более чем на 500 тысяч человек за 10 лет), хотя ещё в 1940 году здесь проживало 65 % населения страны. Крупнейшие города: Арекипа, Куско, Уанкайо, Хульяка.
Сельва — малонаселенный регион, в котором расположены дождевые тропические леса Амазонской низменности. Климат тропический, влажный. Количество осадков — до 3200 мм. В этом регионе большое видовое разнообразие флоры и фауны. Плотность населения низкая, однако постепенно увеличивается за счет добычи нефти и газа. Крупнейшие города: Икитос, Пукальпа, Тарапото.

## Альтернативная классификация

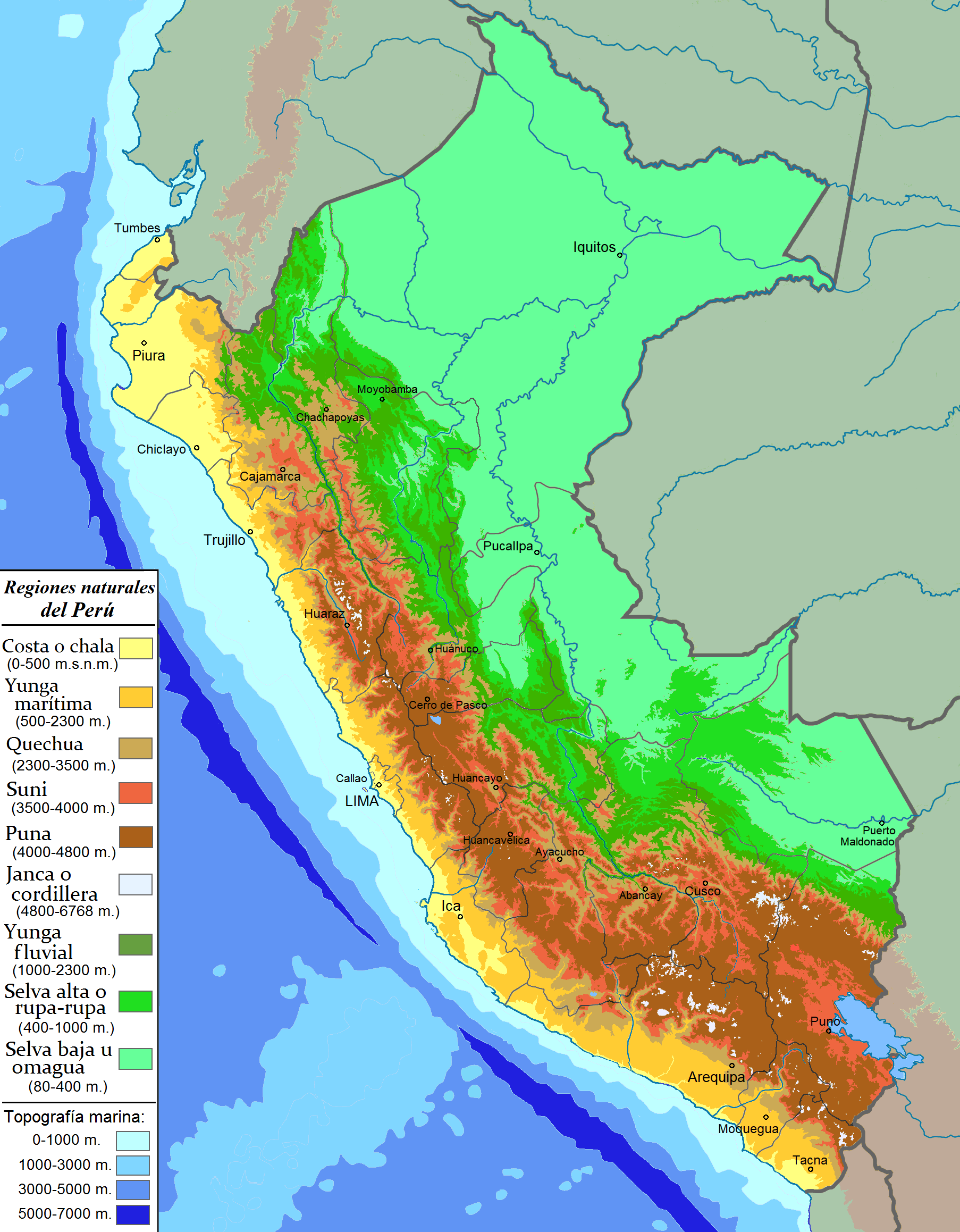
Экологические регионы Перу.

Перуанский географ Хавьер Пульгар Видаль предложил свою классификацию природных регионов страны в одном из своих главных трудов — «Восемь природных регионов Перу» (исп. Las ocho regiones naturales del Perú). Это официальная классификация, используемая, в том числе, органами статистики для учёта населенных пунктов.
Классификация регионов происходит по следующим признакам:
1. влажность,
2. рельеф,
3. высота над уровнем моря,
4. климатический пояс,
5. часовой пояс,
6. глубина залегания грунтовых вод,
7. тип почвы.

Основной критерий для выделения регионов — высота над уровнем моря. Названия природных регионов: чала, юнга (морская и речная), кечуа, суни, пуна (ялка), янка (кордильера), рупа-рупа (сельва-альта) и омагуа (сельва-баха).

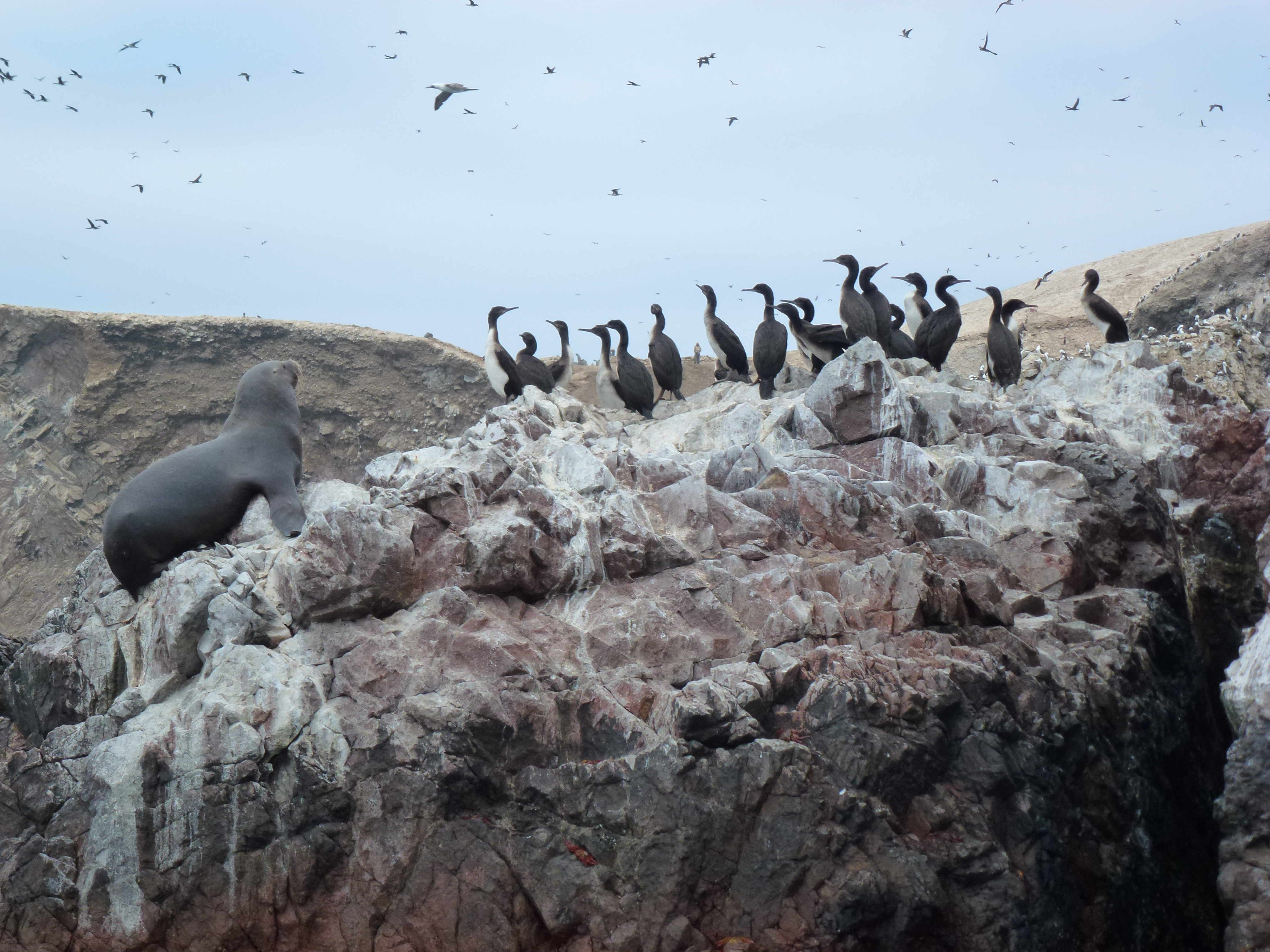
Фауна побережья

Чала (коста) — узкая пустынная прибрежная полоса, зажатая между Тихим океаном и склонами Анд: от границы с Чили в регионе Такна до границы с Эквадором в регионе Тумбес. Высота — от 0 до 500 метров над уровнем моря. Большая часть территории предсатвляет собой пустыню с оазисами в виде речных долин. Длина этого пояса около 2500 километров. Климат засушливый с двумя выраженными сезонами: влажной и облачной зимой с апреля по ноябрь (количество осадков увеличивается незначительно) и сухим, жарким и относительно солнечным летом с декабря по март. Постоянные туманы, морось и закрывающие всё небо слоистые облака вызываются инверсией, где Перуанское течение, сталкиваясь с перегретой поверхностью перуанского пустынного побережья, выбрасывает большое количество влаги, которая задерживается на узкой равнине, поскольку вглубь континента этим воздушным массам мешают продвигаться склоны Анд. Северный участок чалы (север региона Пьюра и регион Тумбес) более увлажнен. Количество осадков — около 300–400 мм.
Растения, характерные для региона: distichlis spicata, прозопис, бромелиевые. Фауна чалы представлена морскими млекопитающими и морскими птицами; к примеру, на территории региона нередко встречаются пингвины Гумбольдта.
Юнга — пограничный регион между Андами и равнинной частью. Для региона характерен приподнятый скалистый рельеф, узкие и глубокие долины и каньоны. Юнга подразделяется на морскую (высота 500–2300 метров) и речную (1500–2300 метров).
Морская юнга — сухие скалистые склоны, расчленённые глубоко врезанными каньонами. В долинах есть растительность, тогда как открытые пространства представляют собой типичную пустыню. За сутки температура колеблется от 20 до 27 °C.
Речная юнга —  благодаря обильным сезонным осадкам (около 400 мм в год) более влажный регион; до недавнего времени считался слабо освоенным человеком. Представители флоры: шинус, сизаль, питайя. В сезон дождей здесь часто происходят оползни.

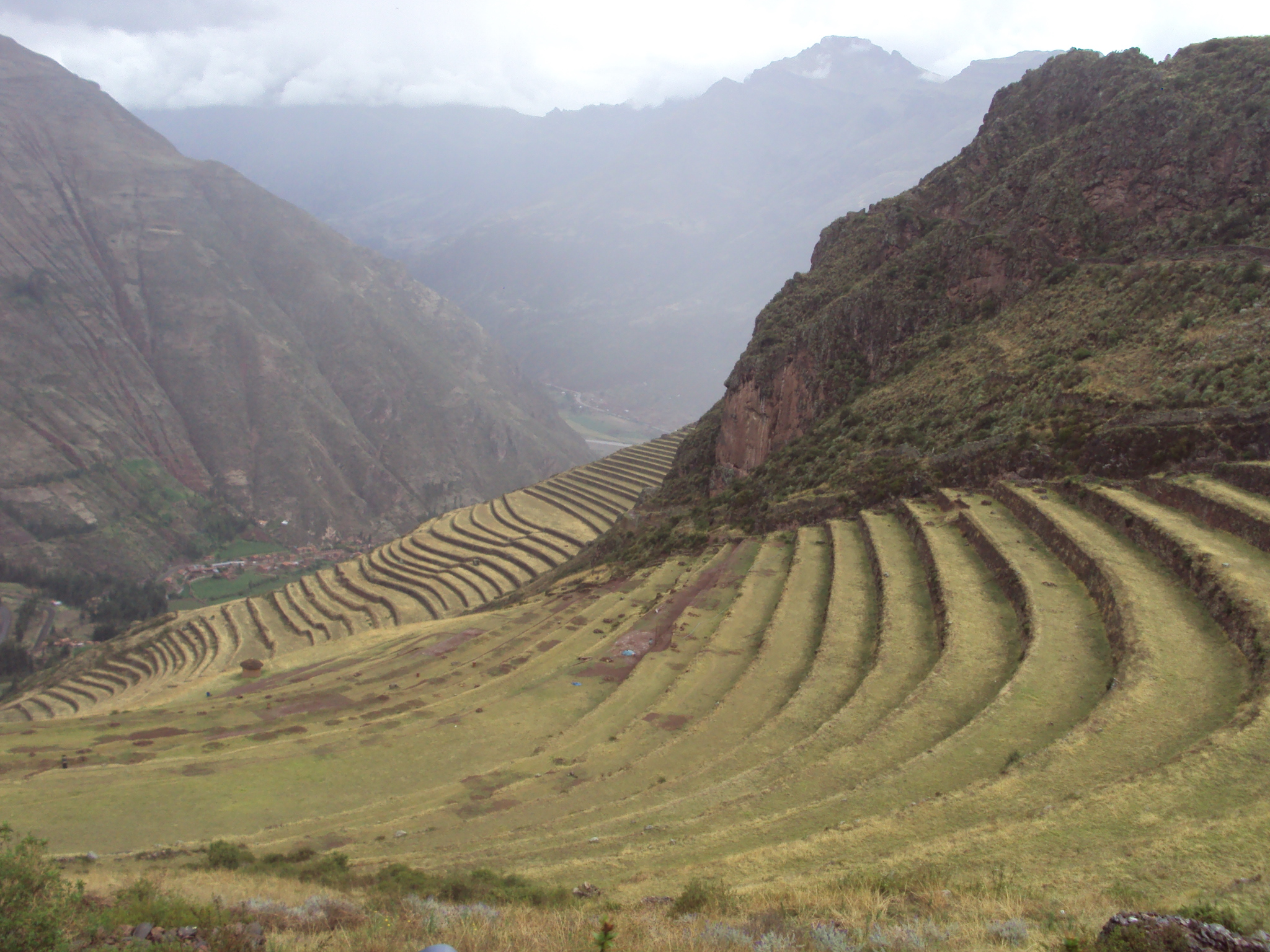
Перуанские террасы

Кечуа — регион на западном и восточном склонах Анд на высоте 2300–3500 метров над уровнем моря. Самый населённый природный регион сьерры. Его крутые склоны освоены человеком и приспособлены под его нужды. Является главным центром андской культуры. В отличие от более высоких регионов, данная высота над уровнем моря комфортна для проживания человека.
Климат кечуа можно назвать самым комфортным в стране: умеренное количество осадков и среднегодовая температура +11–+16 °C. Сезонные дожди выпадают в декабре-марте. Некоторые представители флоры: гонгора, арракача съедобная, лагенария обыкновенная, циклантера съедобная.
Суни — регион на высоте 3500—4000 метров над уровнем моря на западном и восточном склонах Анд. Его рельеф представляет собой высокогорные холмистые плато, узкие долины и склоны гор. Данный регион — верхний предел сельскохозяйственной деятельности. Суни богато на месторождения полезных ископаемых. Большинство крупных городов суни ориентированы на добычу полезных ископаемых.
Климат холодный, с большим суточным перепадом температур. Среднегодовая температура — 11–12 °C. Ночью температура иногда опускается ниже 0 °C. Атмосфера характеризуется значительной прозрачностью из-за невысокой влажности и разреженности воздуха. Сезон дождей длится с января по апрель. Представители флоры: киноа, буддлея, бузина.
Пуна (ялка) — область плато, озёр, горных рек и крутых гор. Высота — 4000–4800 метров. Горная болезнь — не редкость среди людей, которые не адаптированы к местным условиям пуны. Климат холодный, среднегодовая температура 0–7 °C (нижняя граница нивального пояса). Минимальная температура от −9 до −30 °C. Среднее количество осадков — от 400 до 1000 мм в год, большая часть выпадает с декабря по март. Самый холодный период года — с июля по сентябрь. Единственные сельскохозяйственные культуры, выращиваемые в этом регионе: горький картофель (настурция клубненосная) и ячмень. Самый распространённый представитель дикой флоры — ичу (разновидность ковыля), солома из которого идет на строительство домов местными жителями. Также здесь растет мака перуанская, барнадезия, уллюко. Здесь находится один из самых высокогорных городов мира — Серро-де-Паско (4388 метров), горнодобывающий центр.
Янка (кордильера) — самый высокий регион, в основном, покрытый снегом и ледниками. Располагается на вершине Анд, на высоте 4800—6768 метров (до высшей точки страны, горы Уаскаран). Это самый бедный регион по количеству видов растений. Здесь произрастают мхи, лишайники, ярета, овсяница. Климат в течение всего года очень холодный. Здесь находится самый высокогорный населённый пункт в мире — Ла-Ринконада (5100 метров над уровнем моря).

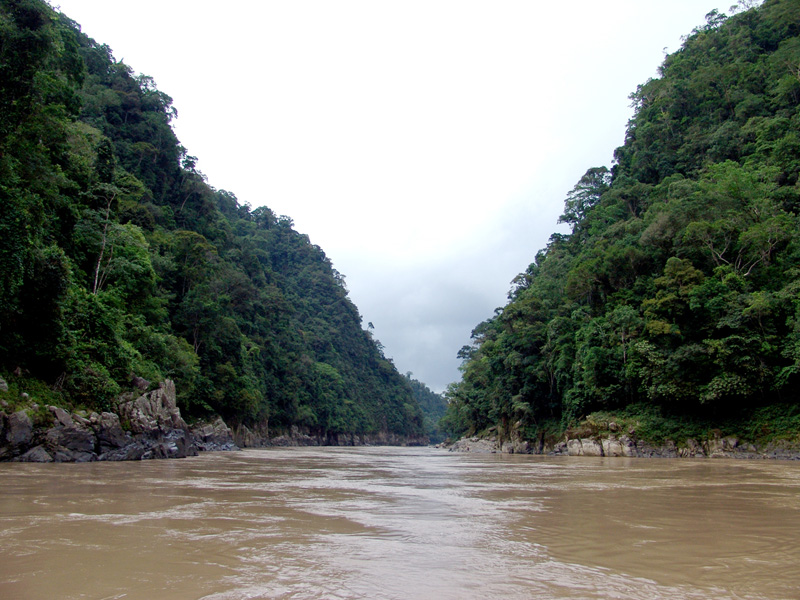
Понго (ущелье) на северо-западе Перу, река Мараньон

Рупа-Рупа (сельва-альта) — восточные отроги Анд. Характеризуется гористым рельефом, большим количеством пещер, оврагов, понго. Высота — 400–1500 метров. Характерная черта региона — понго — узкие ущелья и каньоны в долинах рек верховья Амазонки. Проходя через понго, реки Амазонки приобретают бурное, стремительное течение, что представляет опасность для навигации. Крупнейшая река — Мараньон.
Растительность не такая плотная, как в омагуа, есть участки плодородных почв. Климат жаркий, с обильными осадками с декабря по март. Среднегодовая температура — 22–25 °C. Здесь выпадает наибольшее количество осадков в Перу. Представители флоры: бальса, мавриция извилистая, фауны: тапир, бушмейстер, андский скальный петушок.
Омагуа (сельва-баха) — равнинная и холмистая местность с многочисленными полноводными реками, покрытая густыми тропическими лесами. Высота — 80–400 метров. Низменные районы этого региона носят название «тахуампас», где благодаря обильным осадкам образовались многочисленные речные рукава и озера. Климат жаркий, среднегодовая температура — 25 °C, причем ночью она почти не опускается. Представители флоры — аяуаска, виктория амазонская, каоба. Амазонские леса Перу страдают от бесконтрольной вырубки лесов, что угрожает их целостности и существованию.

## Население по природным регионам
Большая часть населения проживает на побережье Перу, на территории чалы (косты), причем именно здесь наблюдается самый интенсивный прирост населения страны, тогда как в большинстве регионов и провинций сьерры население убывает.
| Природный регион | Крупнейший город        | Число населённых пунктов | Население, чел. (2017) | Процент от населения Перу, % (2017) |
| ---------------- | ----------------------- | ------------------------ | ---------------------- | ----------------------------------- |
| Чала             | Лима, Трухильо, Чиклайо | 6 153                    | 15 940 533             | 54,4                                |
| Юнга морская     | Такна                   | 5 960                    | 1 275 404              | 4,3                                 |
| Юнга речная      | Уануко                  | 4 383                    | 706 659                | 2,4                                 |
| Кечуа            | Арекипа, Куско          | 25 042                   | 5 272 335              | 17,9                                |
| Суни             | Хульяка, Пуно           | 20 500                   | 2 137 354              | 7,3                                 |
| Пуна             | Серро-де-Паско          | 19 984                   | 438 665                | 1,5                                 |
| Янка             | Ла-Ринконада            | 479                      | 11 874                 | 0,04                                |
| Рупа-Рупа        | Хаэн                    | 6 849                    | 1 595 177              | 5,4                                 |
| Омагуа           | Икитос, Пукальпа        | 5 572                    | 2 003 883              | 6,8                                 |
| Всего            |                         | 94 922                   | 29 381 884             | 100,0                               |